# 克維薩河
51°34′33″N 15°23′39″E / 51.57583°N 15.39417°E

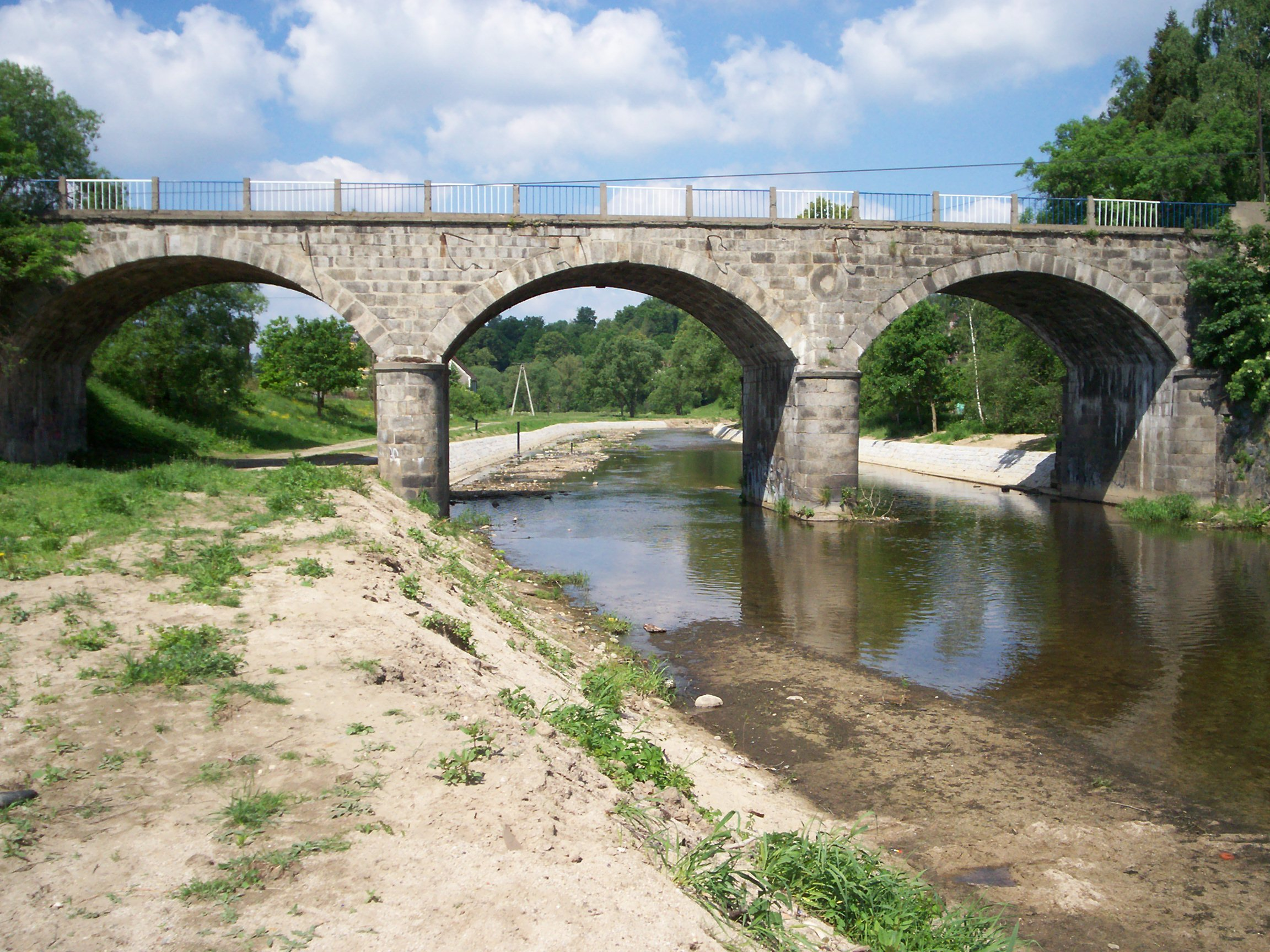

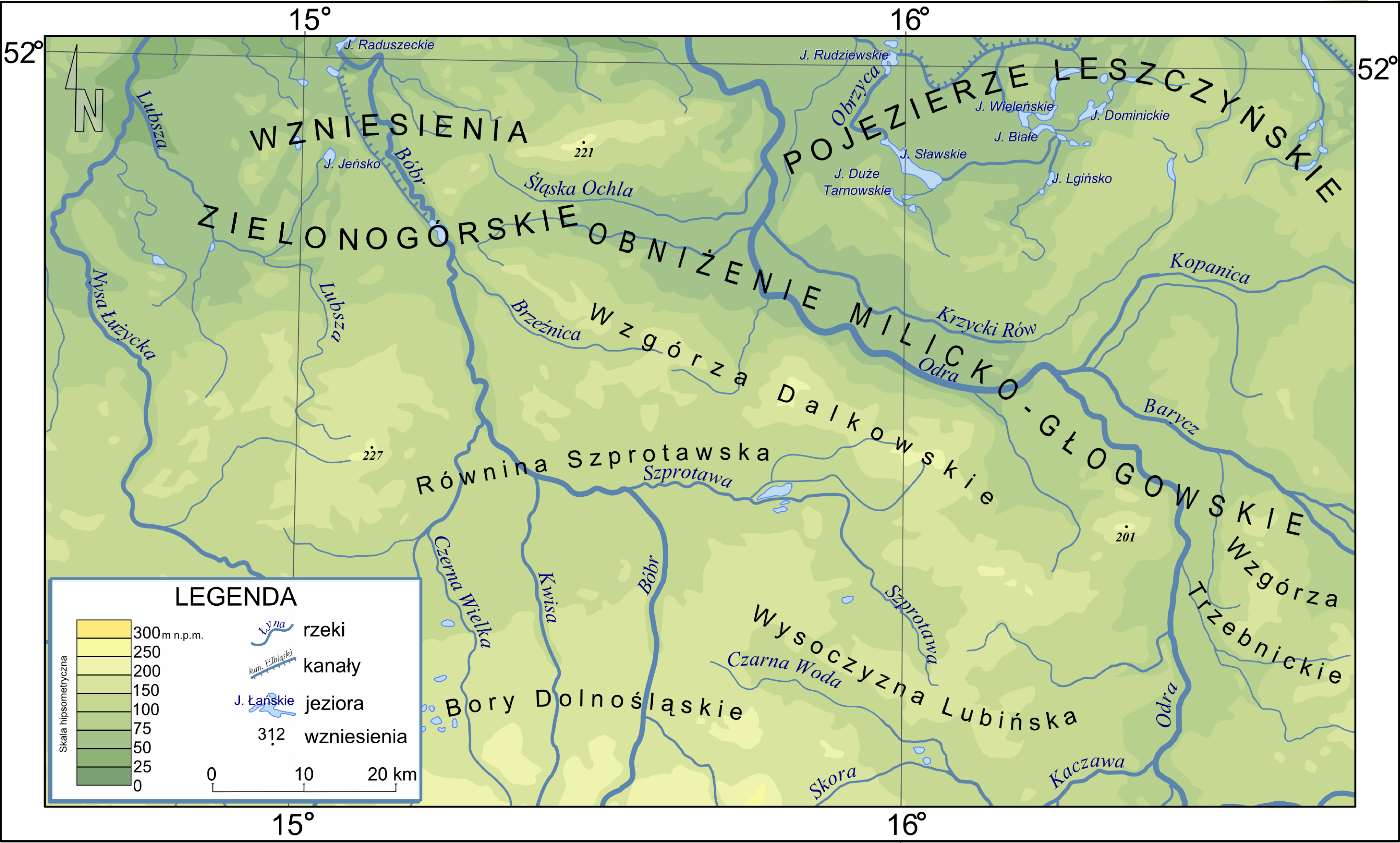

克維薩河是波蘭的河流，位於該國西部，流經下西里西亞省和盧布斯卡省，屬於布布爾河的左支流，河道全長127公里，流域面積1,026平方公里，發源自伊澤拉山脈。